# 5491 Каульбах
5491 Каульбах (5491 Kaulbach) — астероїд головного поясу, відкритий 26 березня 1971 року.
Тіссеранів параметр щодо Юпітера — 3,666.